# Ponte Vecchio

Ponte Vecchio.

Ponte Vecchio (italienska för Gamla bron) är en bro från medeltiden som går över floden Arno i Florens. Den är känd för sina butiker (mestadels guldsmeder) vilka ligger längs med hela bron. Ponte Vecchio är också Europas äldsta segmentvalvbro. 

## Historik
Bron anses först vara byggd under romartiden och ursprungligen gjord av trä. Efter att den blev förstörd av en översvämning 1333 byggdes den upp på nytt 1345 och denna gång av sten. Taddeo Gaddi tros ha formgivit bron. Bron består av tre valvbågar, och mittenbågen har en spännvidd på 30 meter, medan de två bågarna på sidan har spännvidd på 27 meter. Höjden på valvbågarna ligger mellan 3,5 och 4,4 meter.
Bron har under hela sin existens hyst butiker och affärsmän (enligt legenden var det ursprungligen på grund av skattebefrielse), vilka visade sina varor på bord efter att ha fått tillåtelse av Bargello (en sorts borgmästare, en domare och en polishuvudman).
Det sägs att det ekonomiska konceptet "bankrutt" härstammar härifrån; när en handelsman inte kunde betala sin skulder, förstörde ("rotto") soldater hans bord ("banco") med varor. Den här handlingen kom att kallas "bancorotto" ("förstört bord"; möjligtvis kan det ha kommit från "banca rotta" som betyder "förstörd bank"). Utan sitt bord kunde inte handelsmannen fortsätta att sälja sina varor.
För att förena Palazzo Vecchio (stadshuset i Florens) med Palazzo Pitti, lät Cosimo I de Medici 1565 arkitekten Giorgio Vasari bygga Corridoio Vasariano ovanför. För att upprätthålla brons prestige, förbjöd han 1593 slaktare att bedriva handel där; deras platser övertogs omedelbart av guldsmeder. Slaktarskrået hade haft monopol på butikerna på bron sedan 1442.
Till skillnad från alla andra broar i Florens förstördes inte Ponte Vecchio under andra världskriget av tyskarna den 4 augusti 1944, detta främst på grund av en direkt order av Adolf Hitler. Åtkomligheten till Ponte Vecchio var i vägen för förstörelsen av byggnader på vardera sida om bron.

## Låsen på Ponte Vecchio
Längs med Ponte Vecchio ser man många hänglås på olika platser. Hänglåsen har satts dit av förälskade par. För att befästa sin kärlek till varandra för evigt skriver man av tradition sina namn på låset, låser fast kärlekslåset och till sist kastar man tillsammans nyckeln ner från bron i Arno. Numera är hänglåsen borttagna då de anses störa de historiska monumenten på bron. Trots detta fortsätter paren denna gamla tradition, fastän de vet att hänglåsen snart blir bortklippta.